# Cervell

Secció sagital mitja de l'encèfal (continuada caudalment amb 9: medul·la espinal). Un contorn blau assenyala el sistema ventricular.
1. Cervell: 2. Telencèfal, 3. Diencèfal.
4. Tronc de l'encèfal: 5. Mesencèfal, 6. Protuberància, 7. Bulb raquidi.
8. Cerebel.

El cervell és un òrgan de la part avant-superior de l'encèfal i el centre supervisor del sistema nerviós central en tots els vertebrats i molts invertebrats. Alguns animals com les meduses o les estrelles de mar tenen, en canvi, un sistema nerviós descentralitzat sense cervell, i d'altres, com les esponges, no tenen cap sistema, de manera que distribueixen aquesta funció supervisora entre diferents ganglis.
En molts animals el cervell es troba dins el cap; d'aquí el nom d'encèfal (en grec, encefalon). En els vertebrats, el cervell està protegit pel crani. Al cervell, també se l'anomena prosencèfal, ja que és l'estructura més recent en l'escala evolutiva. Les estructures evolutivament anteriors s'anomenen metencèfal i mielencèfal i s'ocupen de funcions bàsicament reguladores, com el manteniment del ritme respiratori. Les funcions intel·lectuals estan reservades al prosencèfal.
El cervell pot ser extremadament complex; l'ésser humà té aproximadament 86.000 milions de neurones, unides cadascuna, a través d'unes 10.000 connexions sinàptiques, que es materialitzen en unes prolongacions protoplasmàtiques anomenades axons que transporten trens de senyals en forma de potencials d'acció a zones distants del cervell o de la resta del cos.
Controla i coordina el comportament i les funcions mentals (les emocions, la memòria, l'aprenentatge, la cognició, la percepció i l'atenció), a més d'englobar els aparells sensitius primaris de la vista, oïda, equilibri, gust i olfacte. Controla també la transició entre els estats de son i vigília, fonamental per al funcionament correcte del cervell, ja que, per exemple, aprofita l'estat de son per a organitzar la informació adquirida durant l'estat de vigília. Un insomni prolongat produeix malaltia mental i, fins i tot, al·lucinacions. Cada estat cerebral està associat a unes determinades ones d'activitat.

## Anatomia

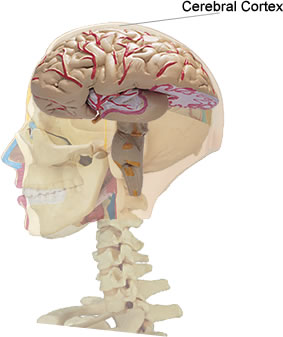
Localització del cervell

Malgrat que la majoria de nervis s'originen a la medul·la espinal (nervis espinals), n'hi ha uns quants, anomenats parells cranials, que s'encarreguen d'innervar el cap, de manera que alguns d'aquests són responsables de la percepció sensitiva de la vista, l'oïda, l'olfacte, l'equilibri, el tacte i el gust. N'hi ha dotze, que s'anomenen amb nombres romans i seguint l'ordre establert pel lloc d'origen, de manera que el 1r parell (parell I) neix de la zona olfactiva i el XII al bulb raquidi.
Més detalladament, en el cervell dels cordats s'hi pot distingir:
- Diencèfal
  - Epitàlem o glàndula pineal
  - Tàlem
  - Hipotàlem
  - Hipòfisi o glàndula pituïtària
- Telencèfal
  - Arquipal·li
    - Gangli basal
      - Nucli caudat
      - Substància negra
      - Cos estriat

  - Paleopal·li
    - Escorça piriforme
    - Bulb olfactori
    - Amígdala

  - Neopal·li
    - Escorça cerebral amb diversos lòbuls cerebrals
      - Lòbul frontal
      - Lòbul temporal
      - Lòbul parietal
      - Lòbul occipital
      - Ínsula de Reïl
      - Escorça cingolada

### Morfologia cerebral humana

Lòbuls cerebrals:
Blau: lòbul frontal
Verd: lòbul temporal
Rosa: lòbul occipital
Groc: lòbul parietal

El telencèfal és la part més voluminosa del cervell humà. Cobreix per la part dorsal el cerebel, i està separat d'aquest per la seva membrana. Està dividit per la cissura interhemisfèrica en dos hemisferis units entre si per les comissures interhemisfèriques i tenen en l'interior dels ventricles laterals la cavitat ependimària. Cada hemisferi té diverses cissures que el subdivideixen en lòbuls:
- El lòbul frontal està limitat per les cissures de Silvio, de Rolando i la cissura subfrontal.
- El lòbul parietal està delimitat per davant per la cissura de Rolando, per sota per la cissura de Silvio i per darrere per la cissura occipital; per dins, pel solc subparietal. S'estén a la cara externa de l'hemisferi, ocupant només una petita part la cara interna.
- El lòbul occipital està limitat per les cissures perpendicular externa i interna, per davant; no existeix cap límit a la seva cara interior. Se situa en la part posterior del cervell.
- El lòbul temporal està delimitat per la cissura de Silvio i es localitza en una posició lateral.

Tot i que ambdós hemisferis humans són oposats, no són la imatge geomètrica invertida l'un de l'altre. Des d'un punt de vista purament morfològic són asimètrics. Aquesta asimetria depèn d'una pauta d'expressió gènica també asimètrica durant el desenvolupament embrionari de l'individu, i no està present en parents propers a la filogènia de l'ésser humà com pot ser el ximpanzé. Per aquesta raó, l'estudi d'impressions cranials d'avantpassats del gènere Homo té entre els seus objectius determinar la presència o no d'asimetria en les telencefàliques, ja que és un tret d'augment de l'especialització, d'una capacitat cognitiva més complexa.
Les diferències funcionals entre els hemisferis són mínimes i només s'han pogut trobar diferències en algunes poques àrees quant al funcionament, tot i que hi ha excepcions en algunes persones. La diferència de competències entre els dos hemisferis cerebrals sembla exclusiva de l'ésser humà. S'ha dit que les funcions del llenguatge i la lògica estan relacionades amb les àrees especialitzades en el llenguatge, com són la Broca i la de Wernicke, encara que és probable que en qualsevol procés lingüístic tot el cervell estigui involucrat -les àrees de la memòria participen indubtablement en el procés del llenguatge. Les àrees de Broca i de Wernicke es troben en la majoria dels individus en l'hemisferi esquerre; per la seva banda, les àrees més involucrades en la lògica i activitats intel·lectuals s'ubiquen principalment en el còrtex prefrontal, tenint potser les àrees temporals esquerres gran importància per a processos d'anàlisi i síntesi com els que permeten fer càlculs matemàtics. Aquestes àrees doten l'individu de major capacitat d'adaptació al medi, però amb processos d'aprenentatge molt més dilatats, i com a tal més dependents dels seus progenitors durant l'etapa de cria.

### Anatomia comparada
Tres grups d'animals tenen cervells notablement complexos: els artròpodes (insectes, crustacis, aràcnids, i d'altres), els cefalòpodes (pops i mol·luscs similars) i els craniats (vertebrats i la família dels peixos sense mandíbula -els Hyperotreti-). El cervell dels artròpodes i els cefalòpodes es desenvolupa a partir d'un parell de nervis espinals que s'estenen per tot el cos de l'organisme. Els artròpodes tenen un cervell central dividit en tres seccions i grans lòbuls òptics darrere de cada ull per al processament de la informació visual.

#### Invertebrats
En els insectes, el cervell està dividit en quatre parts: els lòbuls òptics, el protocervell, el deuterocervell i el tritocervell. Els lòbuls òptics estan situats a la part posterior de cada ull i processen els estímuls visuals. El protocervell conté els cossos fungiformes, que responen als estímuls olfactius, i el cos central. En algunes espècies, com ara les abelles, el cos fungiforme rep també part de la informació visual. El deuterocervell inclou els lòbuls de les antenes, que són similars als bulbs olfactoris dels mamífers, i els neuropilis mecanoreceptors, que reben informació dels receptors somatosensorials (tacte) del cap i de les antenes. Els lòbuls de les antenes en les mosques són força complexos.
En els cefalòpodes, el cervell té dues regions: la massa supraesofàgica i la massa subesofàgica, separades per l'esòfag. Les masses supra i subesofàgiques estan connectades entre si per les dues bandes de l'esòfag gràcies als lòbuls basals i els lòbuls magnocel·lulars dorsals. Els grans lòbuls òptics sovint no es consideren part del cervell, ja que n'estan anatòmicament separats i units només per les cintes òptiques. De tota manera, els lòbuls òptics s'encarreguen de processar la major part de la informació visual, així que és indiscutible que formen part, com a mínim, funcionalment del cervell.

#### Vertebrats

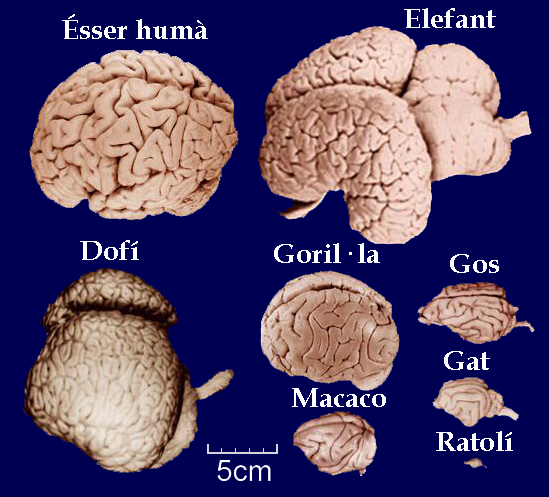
Cervells comparats de diferents mamífers

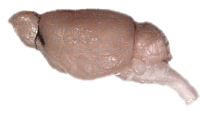
Un cervell de ratolí

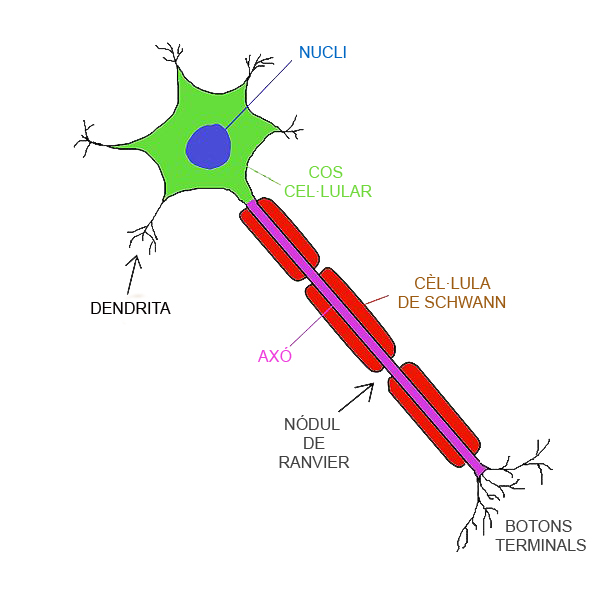
Representació esquemàtica de l'estructura d'una neurona

El telencèfal és la regió més gran del cervell dels mamífers. És l'estructura més fàcilment visible en les mostres de cervell, i és la part que la majoria de gent acostuma a associar amb el terme cervell. En els éssers humans i moltes més espècies animals, els solcs i circumvolucions (o girs) proporcionen una aparença arrugada al cervell. En vertebrats sense telencèfal, és el metencèfal la porció central i principal del cervell. Gràcies a la bipedestació, els éssers humans tenim un solc entre el cervell i la seva base que no existeix en la resta de vertebrats. En general, hi ha un bon nombre de diferències entre l'anatomia del cervell humà i el d'altres vertebrats.
El cervell dels craniats es desenvolupa a partir de la secció anterior d'un únic nervi dorsal, que més tard es converteix en la medul·la espinal. En els craniats, el cervell està protegit per l'os del crani. En els vertebrats, la creixent complexitat del còrtex cerebral es correlaciona amb el nivell dins de l'arbre filogenètic o evolutiu. Els vertebrats primitius, com ara els peixos, els rèptils o els amfibis, tenen menys de sis tipus de neurones en la capa més externa del cervell. Aquesta configuració cortical s'anomena allocortex (o còrtex heterotípic).
Els vertebrats més complexos, com ara els mamífers, tenen l'anomenat neocòrtex (o còrtex homotípic, neopalli), una escorça cerebral formada per sis capes de neurones. A més, tenen algunes zones formades per allocòrtex. En els mamífers, un nombre creixent de circumvolucions en el cervell és característic de les espècies amb funcions cerebrals més complexes i avançades. Aquestes circumvolucions són aprofitades per a guanyar més superfície cerebral per tal d'augmentar el nombre de neurones mantenint un mateix volum cerebral per tal d'encabir-se en el crani. Aquest plegament permet que hi hagi més substància grisa i les circumvolucions també s'anomenen girs, mentre que els espais que els delimiten s'anomenen solcs.
Malgrat que la histologia general del cervell és força similar d'un individu a un altre, l'estructura anatòmica en pot diferir. A part de les divisions embriològiques del cervell, la localització d'un gir o solc específic, d'una regió sensorial primària i altres estructures poden diferir entre espècies.

## Histologia
El cervell humà consta d'uns cent mil milions de neurones, enllaçada, cadascuna, amb unes 10.000 neurones més. El cervell està format per l'anomenada substància grisa, formada pel conjunt de cossos neuronals. Majoritàriament, es troba a la capa exterior del cervell, també anomenada escorça cerebral o còrtex, tot i que també se'n troba formant uns agrupaments anomenats nuclis, que tenen funcions específiques. D'altra banda, la matèria blanca està formada pels bilions d'axons que són les prolongacions que fan servir les neurones per a enviar els seus «missatges». Poden fer metres d'allargada i el seu color característic és conseqüència de les beines d'un material aïllant anomenat mielina, que és produïda pels oligodendròcits, i que recobreix i protegeix els axons. La substància grisa omple tot l'interior del cervell (exceptuant-ne els nuclis) i sovint forma fascicles formats per conjunts d'axons que es desplacen conjuntament per unir determinades zones del cervell.

### Estructura cel·lular
Tot i el gran nombre d'espècies animals amb cervell, hi ha un gran nombre de característiques comunes en la seva configuració cel·lular, estructural i funcional. A nivell cel·lular, el cervell es compon de dues classes de cèl·lules: les neurones i les cèl·lules de la neuròglia. Cal destacar que les cèl·lules de la neuròglia tenen una abundància deu vegades superior a la de les neurones; a més, els seus tipus, diversos, realitzen funcions de sustentació estructural, metabòlica, d'aïllament i de modulació del creixement o desenvolupament.
Les neurones es connecten entre si per formar circuits neuronals semblants (però no idèntics), els circuits elèctrics sintètics. El cervell es divideix en seccions separades espacialment, composicionals i en molts casos, funcionalment. En els mamífers, aquestes parts són la telencefàlica, el diencèfal, el cerebel i el tronc de l'encèfal. Aquestes seccions es poden dividir al seu torn en hemisferis, lòbuls, escorça, àrees, etc.

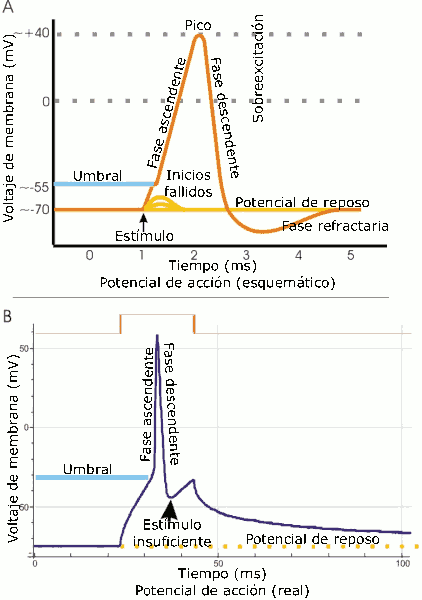
A. Vista esquemàtica d'un potencial d'acció ideal, mostrant les seves diferents fases. B. Registre real d'un potencial d'acció, normalment deformat, comparat amb l'esquema, per les tècniques electrofisiològiques utilitzades en la mesura

La característica que defineix el potencial de les neurones és que, a diferència de la neuròglia, són capaces d'enviar senyals a llargues distàncies. Aquesta transmissió es realitza a través dels seus axons, un tipus de neurita llarg i prim; el senyal la rep una altra neurona a través de qualsevol de les seves dendrites. La base física de la transmissió de l'impuls nerviós és electroquímica: a través de la membrana plasmàtica de les neurones es produeix un flux selectiu de ions que provoca la propagació en un sol sentit d'una diferència de potencial, la presència i freqüència transporta la informació.
Ara bé, aquest potencial d'acció es pot transmetre d'una neurona a una altra mitjançant una sinapsi elèctrica (és a dir, permetent que la diferència de potencial viatgi com en un circuit convencional) o, de forma molt més comuna, mitjançant unions especialitzades anomenades sinapsis.
Una neurona típica té uns milers de sinapsis, si bé alguns tipus tenen un nombre molt menor.
D'aquesta manera, quan un impuls nerviós arriba al botó sinàptic (la fi de l'axó), es produeix l'alliberament de neurotransmissors específics que transporten el senyal a les dendrites de la neurona següent, que, al seu torn, transmet el senyal mitjançant un potencial d'acció, i així successivament. La recepció del neurotransmissor es realitza amb receptors bioquímics que es troben a la membrana de la cèl·lula receptora. Aquesta cèl·lula receptora sol ser una neurona en el cervell, però quan l'axó surt del sistema nerviós central la seva diana sol ser una fibra muscular, una cèl·lula d'una glàndula o qualsevol altra cèl·lula efectora. Ara bé, en el cas que es tracti que la cèl·lula acceptora es trobi en el sistema nerviós central, aquesta pot actuar com una neurona activadora (és a dir, que incrementa el senyal excitador que ha rebut) o bé inhibidora (és a dir, que disminueix la freqüència dels potencials d'acció quan transmet el seu senyal).

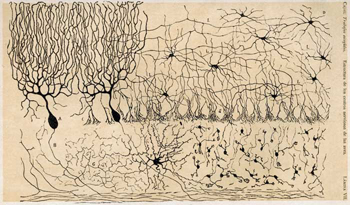
Tall histològic del cerebel al microscopi, dibuixat per Santiago Ramón y Cajal.

Pel que fa a massa cerebral, els axons són el seu component majoritari. En alguns casos, els axons de grups de neurones segueixen tractes conjunts. En d'altres, cada axó està recobert de múltiples capes de membrana anomenada mielina i que és produïda per cèl·lules de la neuròglia. D'aquesta manera, es parla de substància grisa com aquella rica en somes neuronals, i de substància blanca com la part rica en axons (és a dir, fibres nervioses).
A nivell d'estructura histològica, les preparacions de cervell es realitzen comunament amb tincions argèntiques (és a dir, que utilitzen sals de plata com el cromat de plata), com les desenvolupades per Camillo Golgi i Santiago Ramón y Cajal.
Atès que el teixit cortical té una gran abundància de somes neuronals i la tinció d'argent només tenyeix una fracció de les cèl·lules presents, aquestes tècniques van permetre l'estudi de tipus cel·lulars concrets. No obstant això, l'abundància d'interconnexions entre neurones va donar lloc a diferents hipòtesis sobre l'organització del cervell, com la que suggeria que les neurones eren una xarxa en continu (sostinguda per Camilo Golgi) i com la que indicava que les neurones eren ens individuals (suggerida per Cajal, que va resultar ser correcta i que rep el nom de doctrina de la neurona).

### Neurotransmissió

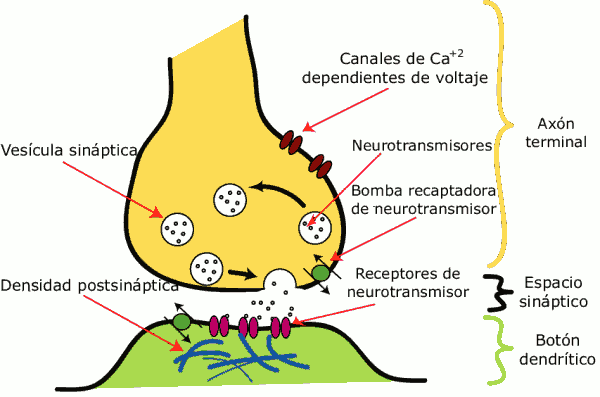
La sinapsi permet a les neurones comunicar-se entre si, transformant un senyal elèctric en l'alliberament de neurotransmissors

La transmissió d'informació dins el cervell així com les seves aferències es produeixen mitjançant l'activitat de substàncies anomenades neurotransmissores, substàncies capaces de provocar la transmissió de l'impuls nerviós. Aquests neurotransmissors es reben a les dendrites i s'emeten en els axons. El cervell utilitza l'energia bioquímica procedent del metabolisme cel·lular com a desencadenant de les reaccions neuronals.
Cada neurona pertany a una regió metabòlica encarregada de compensar la deficiència o excés de càrregues en altres neurones. Es pot dir que el procés s'ha completat quan la regió afectada deixa de ser activa. Quan l'activació d'una regió té com a conseqüència l'activació d'una altra de diferent, es pot dir que entre ambdues regions hi ha hagut un intercanvi biomolecular. Tots els resultats i reaccions desencadenants són transmesos per neurotransmissors, i l'abast d'aquesta reacció pot ser immediata (afecta directament altres neurones que pertanyen a la mateixa regió de procés), local (afecta una altra regió de procés aliena a la inicial) i/o global (afecta tot el sistema nerviós).

L'acetilcolina és un neurotransmissor

Atesa la naturalesa de l'electricitat en el cervell, s'ha convingut a anomenar-la bioelectricidad. El comportament de l'electricitat és essencialment igual tant en un conductor de coure com en els axons neuronals, si bé el que porta la càrrega dins del sistema nerviós és el que fa diferent el funcionament entre els dos sistemes de conducció elèctrica. En el cas del sistema nerviós, el porta el neurotransmissor.
Un neurotransmissor és una molècula en estat de transició, amb dèficit o superàvit de càrregues. Aquest estat de transició li dona un temps màxim d'estabilitat d'unes quantes vibracions moleculars. Durant aquest temps, la molècula s'ha d'acoblar al receptor postsinàptic adequat; en cas contrari, es degrada i queda com a residu en el líquid cefalorraquidi. Els astròcits s'encarreguen de netejar aquest fluid d'aquests rebuigs, permetent que els futurs neurotransmissors no es vegin interferits.
L'esgotament somàtic de la neurona s'esdevé en el moment que les produccions de vesícules amb neurotransmissors és inferior a les vesícules presinàptiques utilitzades, arribant a existir potencials d'acció però sense haver-hi vesícules disponibles per a continuar amb el procés. Aquests casos es donen molt freqüentment en els processos d'aprenentatge, on la neurona ha d'invertir un alt cost en neurotransmissors per tal que pugui existir una recepció òptima per alguna dendrita propera i especialitzada a processar aquesta informació. Els potencials d'acció no transmesos, produeixen ions de calci en el medi, saturat d'aquest ió, que és capaç de facilitar la conducció elèctrica. Elevats els índexs d'aquest ió, el potencial elèctric té major probabilitat de donar el salt a una dendrita propera, i mitjançant les forces electroestàtiques, millorar la proximitat entre axó i dendrites, disminuint la resistència i els ions de calci necessaris en el medi cefalorraquidi.
D'aquesta manera, l'esquema de funcionament seria el següent: la neurona A demanda un paquet d'energia, la neurona B rep l'estímul. La neurona B processa aquest paquet d'energia, la neurona B emet el paquet d'energia amb càrrega elèctrica. El paquet és transmès pel cos de l'axó gràcies al recobriment lipídic de mielina, i és portat fins a les dendrites de la neurona A que té per costum rebre aquest tipus de paquets. El triaxó de la neurona B allibera el paquet i la neurona A el descompon i així successivament.

## Patologia
El cervell, juntament amb el cor, és un dels dos òrgans més importants del cos humà. Una pèrdua de funcionalitat d'algun d'aquests dos òrgans porta a la mort. D'altra banda, els danys en el cervell causen pèrdues d'intel·ligència, memòria i control del cos. En la major part dels casos, aquests danys solen ser a causa d'inflamacions, edemes, o impactes al cap. Els accidents cerebrovasculars produïts pel bloqueig de vasos sanguinis del cervell són també una causa important de mort i dany cerebral.
Altres problemes cerebrals es poden classificar millor com a malalties que com a danys. Les malalties neurodegeneratives com la malaltia d'Alzheimer, la malaltia de Parkinson, l'esclerosi lateral amiotròfica i la malaltia de Huntington són causades per la mort gradual de neurones individuals i actualment només es poden tractar els seus símptomes. Les malalties mentals com la depressió clínica, l'esquizofrènia, el trastorn bipolar i el trastorn d'estrès postraumàtic tenen una base biològica teòrica en el cervell i solen tractar-se amb teràpia psiquiàtrica, drogues o una combinació d'ambdues.
Algunes malalties infeccioses que afecten el cervell venen causades per virus o bacteris. La infecció de les meninges pot portar a una meningitis. L'encefalopatia espongiforme bovina, també coneguda com el mal de les vaques boges, és una malaltia mortal entre el bestiar i s'associa a prions. Així mateix, s'ha verificat que l'esclerosi múltiple, la malaltia de Parkinson i la malaltia de Lyme, així com l'encefalopatia i l'encefalomielitis, tenen causes virals o bacterianes.
Alguns trastorns del cervell són congènits. La malaltia de Tay-Sachs, la síndrome X fràgil, la síndrome de deleció 22q13, la síndrome de Down i la síndrome de Tourette estan associades a errors genètics o cromosòmics.

## Història
La visió que han tingut les antigues cultures del cervell ha estat la d'una espècie de màquina de classificar. A l'antic Egipte, durant les momificacions, el cervell es retirava, juntament amb altres vísceres com una cosa impura, ja que es creia que el cor era el responsable de la intel·ligència. Durant els següents 5.000 anys, aquesta visió ha anat evolucionant, ja que actualment coneixem que és l'òrgan que serveix de substrat per a les funcions mentals, encara que, col·loquialment, s'hagin mantingut algunes relacions entre el cor i certes funcions emocionals.
Pel que fa a la psicologia, els primers coneixements que se'n tenen es remunten als antics filòsofs, com Aristòtil. Així que els coneixements filosòfics van començar a anar d'acord amb la recerca mèdica, va sorgir la idea de la psicologia. Des d'aleshores, s'han anat creant diverses branques en l'estudi de la psicologia.
A principis del segle xx, es creia que es podia extirpar el lòbul frontal i que no tenia conseqüències.

## Evolució cervell i futur
El cervell no evolucionarà biològicament i per això té unes limitacions les quals no es poden canviar. Tot i que el cervell està limitat, això no vol dir que el desenvolupament de la humanitat ho estigui. Gràcies a aquestes limitacions, en un futur la humanitat prendria un altre camí i hi hauria una nova era.
El cervell humà està limitat. Té un límit en la capacitat d'absorbir informació. És per això que hem creat les màquines, ja que tot allò que no siguis capaç de fer, ho farà una màquina. Fins ara les màquines només feien feines mecàniques i repetitives, però s'estan generant les condicions tècniques, perquè en un futur es creïn màquines que actuïn com a éssers vius: prenent decisions, fent-se preguntes, etc.
Estem a l'inici d'aquesta nova era on les nostres creacions ens controlarien. Aquest és un fet que espanta la gent, però que realment serà un big-bang de la vida i de la consciència. El fet que ens portarà a aquesta era és la necessitat que tenim de controlar cada cop més territori i més recursos (la història de l'evolució humana és el resultat d'això). Aquesta neessitat està a l'origen del desenvolupament de la nostra intel·ligència operativa (intel·ligència que ens empeny a aplicar tot el que aprenem) i de la tecnologia.

## Relació entre cervell i ment
La diferenciació entre cervell i ment ha portat sempre una gran controvèrsia, encapçalant la dualitat cos-ment. El cervell es defineix com a la matèria física i biològica continguda dins el crani, responsable de tots els processos electroquímics neuronals. La ment, en canvi, és considerada com el conjunt d'atributs mentals, com ara els desitjos i coneixements. Actualment, tan sols els dualistes metafísics conceben la ment com una entitat independent del cos i, per tant, del cervell, entenent-la com una ànima o un fenomen emergent. Altres dualistes conceben la ment com una entitat física, tal com uns processos relacionats amb camps electromagnètics o efectes quàntics. Els materialistes entenen la ment com una mena de programari, metàfora en la qual el cervell seria el maquinari. Les posicions més radicals són les dels idealistes, que creuen que només existeix la ment i que la matèria és una il·lusió; i a l'altre extrem, hi trobem els materialistes eliminatius, que creuen que la ment no existeix i que el llenguatge mental serà reemplaçat per terminologia neurològica.

## Cervell i dieta
Els cervells d'alguns animals, com el de porc, es poden servir com a menjar. Hi havia la creença que determinats aliments afavorien el cervell, com les nous, perquè tenien una forma similar. Tradicionalment, també s'ha recomanat la ingesta de peix i de fòsfor per fomentar la intel·ligència.

## Cervell i activitat física
Diferents estudis han demostrat que la pràctica d'exercici millora les funcions sinàptiques neuronals, l'aprenentatge, la memòria, la funció sensomotora i redueixen l'estat d'ansietat. Aquests estudis, que han tingut en compte tant indicadors mesurats de comportament, indicadors fisiològics i diferents patrons d'exercici avaluats, demostren la relació entre benestar psicològic i activitat física. Per contra, altres estudis han demostrat que el sedentarisme és una font de malalties i patologies per al cervell, tant per a la irrigació sanguínia com per a les capacitats d'aprenentatge.